# Karsten Buer
Karsten Buer, född 22 maj 1913 i Øymark i Østfold fylke i Norge, död 29 november 1993, var en norsk travkusk och travtränare.

## Biografi
Karsten Buer var som till ryttaren Anders E. Buer, och fick tidigt kunskap om hästar. Buer arbetade på sin fars gård under flera år, men arbetade även som bland annat taxichaufför i Mysen. Hans bröder Nils och Öyvind hade även de stora framgångar som både kuskar och tränare. Karsten Buers begåvning som kusk visade sig snabbt. 1936-37 var Karsten andretränare och kusk hos brodern Nils, och 1938 tog han ut tränarlicens på Momarken, endast 25 år gammal. Två år senare tog han över verksamheten och flyttade den till Bjerke.
Under tiden på Bjerke tog Buer fram den ena stjärntravaren efter den andra, och blev ledande inom norsk travsport. Han tränade bland annat profilhästarna Scott Protector och Jahn Piril. Tillsammans med Scott Protector deltog han i International Trot på Roosevelt Raceway.
Buer var den ledande travkusken i Norge på 1950- och 1960-talet. Under hela sin karriär vann han mer än 2000 lopp. Han segrade även i det första europeiska mästerskapet för kuskar i Tyskland 1969, och kom på andra plats i europamästerskapet 1971.
1969 gav han ut sin självbiografi, 10 ganger rundt jorden med hest. Buer var även hedersmedlem i Det Norske Travselskap.
Han valdes in i Travsportens Hall of Fame 2009.